# Przemysław Rogowski
Przemysław Rogowski (ur. 9 lutego 1980) – polski lekkoatleta, sprinter.

## Osiągnięcia
Zawodnik klubów: Olimpia Poznań i AZS Poznań. Wicemistrz Europy w sztafecie 4 x 100 metrów (Göteborg 2006) - 39,05 s. Złoty (4 x 100 m - 39,41 s.) i brązowy (100 m - 10,45 s.) medalista młodzieżowych mistrzostw Europy w 2001, srebrny medalista mistrzostw Europy juniorów 1999 w sztafecie 4 x 100 m (39,67 s.). W latach 2001–2003 był zawieszony z powodu dopingu. Rezerwowy sztafety 4 x 100 na Igrzyskach Olimpijskich w Atenach (2004). 

## Rekordy życiowe
- bieg na 100 metrów - 10,40 s. (2006) oraz 10,23 s. (10 czerwca 2007, Bydgoszcz, uzyskany przy minimalnie zbyt sprzyjającym wietrze +2,1 m/s)[2]
- bieg na 200 metrów - 21,04 s. (2004)